# 추진제

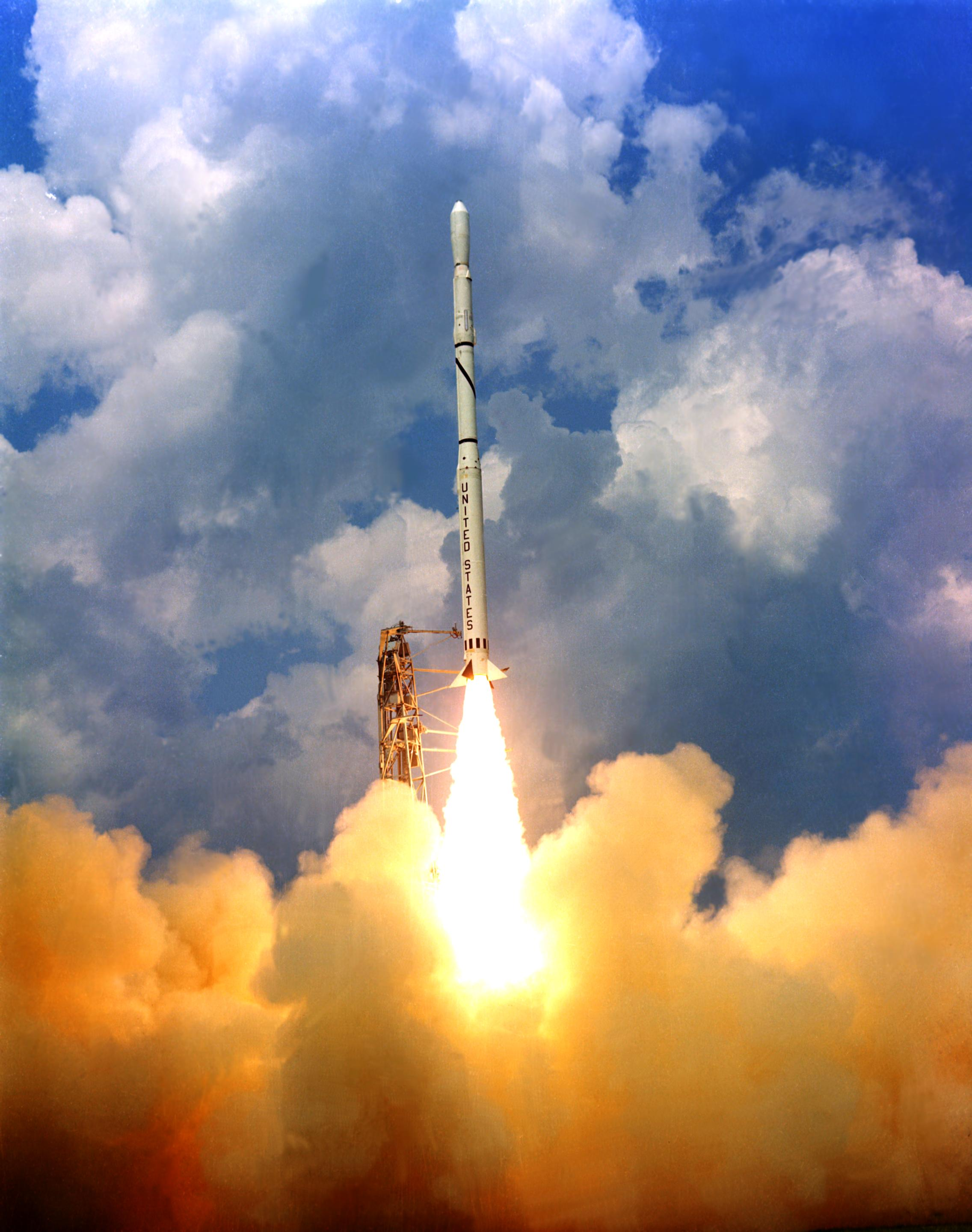

추진제(推進劑, 영어: propellant, propellent)는 물체를 추진하는데 사용되는 물질이다. 이 물질은 보통 가스 압력으로 수축-팽창 노즐을 통해 방출된다. 압력을 가하는 데는 압축 가스나 화학 반응으로 생성된 기체가 사용된다. 방출 물질로는 기체, 액체, 플라스마,  또는 화학 반응을 일으키지 않은 고체나 교화체가 흔히 쓰인다.
화학 추진제는 가솔린, 제트 연료, 로켓 연료, 산화제, 탄약 등의 연료에 사용된다.
로켓에서의 추진제는 추진체의 작용-반작용 효과를 일으키는 질량 매질로서 사용되며, 특히 화학 로켓의 경우 추진제는 질량 매질임과 동시에 에너지원으로서 활용한다. 로켓 추진 기관에서 화학 로켓이 아닌 경우 추진제는 전기, 외부 열, 기체 압력 등의 에너지로 가속된다.

## 같이 보기
- 연료
- 우주선 추진
- 비추력